# Johannes Thümmler
Pour les articles homonymes, voir Thümmler.
Johannes Thümmler (né le 23 août 1906 à Chemnitz, mort en avril 2002) à Eriskirch est un SS-Obersturmbannführer allemand, chef de la Gestapo à Chemnitz et Katowice et des Einsatzgruppen en Croatie.

## Biographie
Il est le fils de l'éditeur et libraire Hermann Thümmler (de). Il étudie le droit jusqu'à obtenir un doctorat.
En 1932, il s'engage dans le NSDAP (membre 1425547), les SA en 1933 et les SS en 1937 (membre 323711). Lors de l'arrivée du pouvoir nazie, Thümmler prend le præsidium de police de Dresde. Peu de temps après, il est nommé directeur adjoint de la Gestapo de Dresde puis le chef en janvier 1941. En mars de la même année, il en est le chef à Chemnitz, succédant à Rudolf Mildner. Le 20 avril 1943, il est promu SS-Obersturmbannführer.
Du 3 juillet au 11 septembre, Johannes Thümmler conduit le Einsatzkommando 16 du Einsatzgruppe E en Croatie, basé à Knin.
Il revient, encore à la suite de Mildner, à la tête de la Gestapo et de la Sicherheitspolizei en Haute-Silésie et à Katowice. Dans cette fonction, il dirige la cour martiale de la Haute-Silésie, à Katowice et à Opole, qui se tient dans le block 11 du camp I d'Auschwitz.
Lors de l'envahissement de l'Armée rouge et du retrait de l'armée nazie, Thümmler était en fonction à Stuttgart autour de Pâques 1945. Il est arrêté par les Français en 1946 et transféré à la Flak-Kaserne Ludwigsburg (de). À l'intérieur, il est représentant des prisonniers. Lors de la dénazification, il est considéré comme "délinquant majeur" et condamné à deux ans et demi de travaux forcés en 1948 et aussitôt libéré puisqu'il a déjà accompli sa peine. En appel en 1949, la peine est réduite à 180 jours et son classement est "contaminé". En octobre 1948, il est employé de Zeiss à Oberkochen dans le Bade-Wurtemberg.
Le 2 novembre 1964, Johannes Thümmler est témoin lors du second Procès d'Auschwitz qui se tient en 1964 à Francfort. Il  déclare que "plusieurs centaines" de condamnations à mort avaient été prononcées par la cour martiale, environ 60 % des sentences, principalement contre des résistants : "Un acquittement était pratiquement éliminé. À mon époque, il n'y avait pas d'innocent. Nous demandions aux accusés si tous étaient d'accord, et ils ont tous dit oui, oui." Thümmler se défend de n'avoir été que le président du tribunal et de ne pas avoir donné d'instructions ou de tortures pour les interrogatoires de la Gestapo.
Les enquêtes sur lui n'aboutissent pas à des condamnations. En 1970, le tribunal d'Ellwangen n'ouvre pas de procédure, ne pouvant pas prouver si les aveux étaient volontaires ou non. En 1999, une nouvelle instruction pour assassinat par le procureur Kurt Schrimm (de), le directeur du Service central d’enquêtes sur les crimes nationaux-socialistes, manque de preuves.
Thümmler est devenu membre de l'Académie protestante de Tutzing. En 1996, la ville de Chemnitz lui réclame le retour d'œuvres d'art.